# Calleja del Pañuelo (Córdoba)
La calleja del Pañuelo, cuyo nombre oficial es calle de Pedro Jiménez, es una de las vías más turísticas de la ciudad de Córdoba, España. Se encuentra muy cerca de la Mezquita-catedral y de la calleja de las Flores. Además, es considerada la calle más estrecha de la capital cordobesa y de las más estrechas del continente europeo. Forma parte del centro histórico de Córdoba que fue declarado Patrimonio de la Humanidad por la Unesco en 1994.

## Etimología
Recibe su nombre de la longitud de los antiguos pañuelos que llevaban los caballeros en las solapas de sus trajes (unos 50 centímetros), ya que coincidiría exactamente con la anchura de la calle. El nombre oficial de la calle, Pedro Jiménez, provendría del soldado de los tercios de Flandes que trajo consigo la variedad de uva pedro ximénez, muy famosa en Andalucía, incluso en la misma calle se pueden encontrar algunas parras.

## Descripción
La calle desemboca en una plaza sin salida, realizada en el típico canto rodado, donde se encuentra una fuente realizada en barro cocido con hornacina, que solía estar decorada con azulejos y dan a un pozo de origen árabe; restos de una antigua columna, algunos naranjos que dan sombra y casas que solían pertenecer al Cabildo por su cercanía al templo mayor, incluso algunas lo siguen siendo como la habitada por la Compañía de Santa Teresa de Jesús, cuya entrada se encuentra en la plaza de la Concha.
En la primavera de 1953, durante la alcaldía de Antonio Cruz-Conde, esta calleja fue pavimentada, se iluminó con faroles, se construyeron arriates para la plantación de naranjos y plantas trepadoras y se realizó una fuente con brocal de estilo árabe.